# لوکلایه
لوکلایه، روستایی از توابع بخش مرکزی شهرستان لنگرود در استان گیلان و ایران است.

## جمعیت
این روستا در دهستان دیوشل قرار دارد و براساس سرشماری مرکز آمار ایران در سال ۱۳۸۵، جمعیت آن ۳۹۵ نفر (۱۱۹خانوار) بوده‌است.